# 1993 في النرويج
فيما يلي قوائم الأحداث التي وقعت خلال عام 1993 في النرويج.

## سياسة

### تعيين في المنصب
- 2 أبريل – يوهان يورغن هولست وزير الخارجية في النرويج.
- 7 أكتوبر – ينس ستولتنبرغ Minister of Energy (Norway) [الإنجليزية]‏.

### انتهاء فترة المنصب
- 1 يناير – داغ أندرسون نائب عضو برلمان النرويج  [لغات أخرى]‏.
- 2 أبريل – يوهان يورغن هولست وزير الدفاع [الإنجليزية]‏.

## رياضة
- 1 يناير – بطولة العالم لسباق الدراجات على الطريق 1993
- 1 يناير – بطولة العالم للدراجات على المضمار 1993

## ظهور
- 1 يناير – ثياتر اوف تراجيدي

## مواليد

### يناير
- 7 يناير – إيريك شولزه لاعب كرة قدم نرويجي.
- 27 يناير – ايتزاز حسين لاعب كرة قدم نرويجي.

### مارس
- 3 مارس – ستاين سكوغراند لاعبة كرة يد نرويجية.
- 6 مارس – جوناس سفينسون لاعب كرة قدم نرويجي.
- 18 مارس – غوستاف ويخايم لاعب كرة قدم نرويجي.

### مايو
- 4 مايو – إيفيند تانجين لاعب كرة يد نرويجي.
- 14 مايو – شوما أنيني لاعب كرة قدم نرويجي.
- 18 مايو – فيديريك أولدروب ينسين لاعب كرة قدم نرويجي.
- 30 مايو – سين ماكديرمونت لاعب كرة قدم أيرلندي.

### يوليو
- 1 يوليو – دانيال هويلجارد درّاج طريق نرويجي.
- 15 يوليو – هاوارد نيلسن لاعب كرة قدم نرويجي.

### أغسطس
- 23 أغسطس – كريستين بريستول لاعبة كرة يد نرويجية.
- 31 أغسطس – ماري هنريكسن لاعبة كرة يد نرويجية.

## وفيات

### أغسطس
- 15 أغسطس – هانس نوردال (مواليد 1918) لاعب كرة قدم نرويجي.